# إنقلاب مراد الثالث (1699)
إنقلاب مراد الثالث (1699) أو إنقلاب تونس (1699)، كانت عملية تمت عبرها الإطاحة برمضان باي ليتسلم ابن أخيه مراد الثالث السلطة منه

## الخلفية
بعد وفاة محمد باي المرادي, فشل إبنه رمضان باي في إدارة البلاد، ووُضِعت حكومة الباي في أيدي مادهول، مملوكه وموسيقيه، وهو من فلورنسا. وبدأ السخط يتصاعد بين عامة الناس والميليشيات، نتيجة لسوء إدارة الفلورنسي. فأقنع مادهول سيده رمضان بأن إبن أخيه مراد سبب المشاكل، فاستُدعِيَ مراد إلى دار الباي واِتُّهِمَ بالتآمر والفتنة. وحكم عليه رمضان باي بفقء عينيه.

## الإنقلاب
هرب مراد إلى جبل أوسلات لإثارة تمرد ضد عمه. حصل مراد على دعم الحاميات التركية في وسط البلاد وعلى طول الساحل، واجتمعت له الفرسان العرب وقبائلهم. أصبح رمضان باي خائفًا وحاول الفرار، لكن جلادي ابن أخيه ألقوا القبض عليه وقطعوا رأسه في عام 1699. عاد مراد الثالث باي إلى تونس وأُعلِنَ باياً في سن الثامنة عشرة. وكشف عن جانبه العنيف والدموي، فأمر بقتل كل أنصار عمه القدامى بوحشية واغتنم الفرصة للقضاء على المتآمرين الذين كانوا يعملون لحساب داي الجزائر الذين حاولوا استغلال الفوضى للاستيلاء على تونس مرة أخرى.

## العواقب
جمع مراد الثالث الديوان الذي كان حريصًا على الانتقام من الجزائريين، و بعد التحالف مع إسماعيل بن الشريف سلطان المغرب و تنسيق الغزو، أعلن مراد الحرب على الجزائر بتفائل. توغل مراد الثالث في قسنطينة مع فرقة قوية من ميليشيا تونس ومفرزة من الحلفاء من ميليشيا طرابلس بقيادة خليل باي. هُزم داي الجزائر، علي خوجة، خارج أسوار المدينة في عام 1699. لكن بعد اتفاقية مولاي زيدان مع بايلك معسكر، جمع الديوان الجزائري كل قواته وشن هجومًا مضادًا، مما أجبر مراد الثالث باي على التخلي عن حصار قسنطينة والعودة إلى تونس.